# Ги I де ла Рош

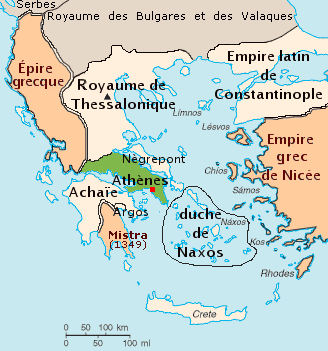
Герцогство Афинское

Ги I де ла Рош (фр. Guy I de la Roche; 1205, Ла-Рош-сюр-Йон — 1263, Афины) — сеньор Фив и герцог Афинский.

## Биография

### Происхождение
Средневековый хронист Альберик из Труа-Фонтен назвал Ги сыном предыдущего герцога Оттона, а также писал о том, что ещё до наследования титула отца он был владельцем двух епископств. Один из основателей византинистики Ш. Дюканж 400 лет спустя писал об этой теории, что каких-то доказательств словам хрониста не существует, хотя высока вероятность что он был прав. Но при этом двое историков ещё в XV веке писали о том, что Ги может быть племянником Оттона, а не сыном. В 1740 году историк графства Бургундия Ф. Дюно де Шарнаж предположил, что Ги был сыном Понса, которому Оттон предложил владения в Греции в обмен на земли, что он унаследовал от отца в Бургундии. 17 лет спустя историк Эжен-Батист Гийом обнаружил дополнительную деталь, которую историк XX века Жан Лонгнон посчитал окончательным доказательством теории о том, что Ги был сыном Понса: о том, что племянник последовал за дядей во время его путешествия в крестовый поход в Грецию с самого начала. С тех пор в историографии укоренилось мнение о том, что Ги является сыном Понса и племянником Оттона. Гийом также назвал и имя матери Ги, Понсетта.

### Правление
Точная дата, когда именно Ги I стал наследником герцога Оттона де ла Рош не установлена. Альберик из Труа-Фонтен писал, что это произошло в 1236 году. Современный историк Питер Лок назвал Ги лордом Афин с 1225, а герцогом — лишь с 1260.
Афинское герцогство процветало при Ги I, чему способствовало шёлковое производство в Фивах и оживленная торговля с Венецией и Генуей.
В 1240 году Ги передал половину Беотии и Фивы в управление своему зятю, Беле де Сент-Омер, брату его сестры Бонны.
В 1248 году герцог выступил в поход с князем Ахейи Гильомом II Виллардуэном, и помог ему овладеть Монемвасией.
Спустя 10 лет Ги поссорился с Гильомом II, так как поддерживал триархов Негропонта, с которыми князь находился во враждебных отношениях. Весной Виллардуэн отправил войска на Фивы и разбил Ги в упорной битве у горы Кариди. Отступив в Фивы, мегаскир был осажден там Виллардуэном, и вынужден был сдаться. Виллардуэн поставил вопрос о лишении его титула правителя Афин. Для этого он отправил его на суд своих баронов в городе Никли.
Афинский герцог прибыл на судилище в пышных одеждах и не демонстрировал никакого раскаяния. Бароны отказались судить Ги, поскольку он не являлся вассалом Ахейского княжества, и рекомендовали ему отправиться во Францию, на суд верховного сюзерена. В 1259 году Ги уехал ко двору Людовика IX Святого и предстал перед судом короля. Людовик и его бароны не нашли причин лишить Ги его титула и владений, и за ним был закреплен титул герцога. Более того, король подчеркнул, что Ги и Виллардуэн совершенно равноправные властители.
В 1260 году Ги вернулся в Грецию и узнал, что его враг Гильом II попал в плен к Михаилу VIII Палеологу. Год спустя пала Латинская империя, и последний император Балдуин II нашёл прибежище в Афинах.
Поскольку ахейская угроза более не существовала, Ги I сделался самым могущественным франкским властелином в Греции. Дочь и наследница Гильома, Изабелла Виллардуэн, даже даровала ему звание судебного пристава Ахейи. В этом качестве герцог добивался освобождения своего недавнего врага из византийского плена и в 1262 году согласился передать Михаилу Палеологу ахейские крепости Майну, Мистру и Монемвасию взамен за свободу князя.
Ги спокойно правил до самой смерти, наступившей в 1263 году. Де ла Рош был похоронен в монастыре Дафни.
После Ги трон Афинского герцогства перешёл к его сыну Жану I.

## Семья
Женой Ги была Агнесса, дочь Гуго де Брюера, владетеля Каритании, одного из ахейских баронов. Она родила ему шестерых детей, в том числе двух будущих афинских герцогов, а также дочь Алису, которая стала женой Жана II Ибелина, сеньора Бейрута.